# Anlageberatung
Unter Anlageberatung versteht man im Bankwesen eine Beratung, die den Bankkunden über die Risiken und Chancen der verschiedenen Finanzprodukte aufklären soll und dabei die persönlichen und wirtschaftlichen Verhältnisse des Kunden berücksichtigt.

## Allgemeines
Die Anlageberatung ist ein Finanzdienstleistungsgeschäft. Anlageberatung ist ein Rechtsbegriff, mit dem im Bankwesen ausschließlich die Beratung über Geldanlagen verbunden ist und sie sich deshalb auf das Passivgeschäft und Depotgeschäft der Kreditinstitute beschränkt. In der Fachliteratur finden sich zahlreiche, als Synonym für die Anlageberatung verwendete Begriffe wie Finanzberatung oder Vermögensberatung, wobei die Finanzberatung häufig auch als Oberbegriff für alle Beratungsleistungen vorkommt. Die Anlageberatung ist bei Kreditinstituten oder sonstigen Finanzdienstleistern meist eine kostenlose Dienstleistung, die durch den Verkauf von Bankprodukten quersubventioniert wird. Eine besondere Form der Anlageberatung ist die Honorar-Anlageberatung (Honorarberatung), bei der Provisionen für die Beratung und die Vermittlung von Finanzprodukten verboten sind.
Anleger haben unterschiedliche Kenntnisse über Eigenschaften und Risikogehalt ihrer Geld- und Kapitalanlagen und können oft bei der Vielzahl der Finanzprodukte nicht ohne Hilfe der Kreditinstitute entscheiden, welche Anlageform die richtige ist. Diese Entscheidung soll mit Hilfe einer Anlageberatung herbeigeführt werden. Die Beratung durch Kreditinstitute hat nach der Rechtsprechung des BGH „anlegergerecht“ und „objektgerecht“ zu erfolgen. Danach haben sie im Rahmen der „anlegergerechten“ Beratung den Wissensstand des Kunden über Anlagegeschäfte der vorgesehenen Art und dessen Risikoeinstellung zu erforschen; das von Banken danach empfohlene Anlageobjekt muss diesen Kriterien Rechnung tragen („objektgerechte“ Beratung). Die „anlegergerechte“ Beratung entspricht einer langen Rechtsprechungstradition des BGH. Er verlangte bereits im November 1961, dass sich Banken daran auszurichten haben, ob das beabsichtigte Anlagegeschäft der sicheren Geldanlage dienen soll oder spekulativen Charakter hat (siehe Risikoklasse). Die empfohlene Anlage muss unter Berücksichtigung dieses Ziels auf die persönlichen Verhältnisse des Kunden zugeschnitten, also „anlegergerecht“ sein. Diese Pflichten zur richtigen und vollständigen Anlageberatung ergeben sich aus dem geschlossenen Beratungsvertrag.

## Rechtsfragen
Anlageberatung wird bankaufsichtsrechtlich und zivilrechtlich unterschiedlich definiert. Bankaufsichtsrechtlich ist Anlageberatung die ausdrückliche oder konkludente Empfehlung von bestimmten Finanzinstrumenten an Anlageinteressenten auf der Grundlage fachkundiger Bewertung und der Abgabe einer konkreten Anlageempfehlung mit dem Ziel, dem Anleger eine passende Anlageentscheidung zu ermöglichen. Anlageberatung ist die Abgabe von persönlichen Empfehlungen an Kunden, die sich auf Geschäfte mit bestimmten Finanzinstrumenten beziehen. Daraus leitet § 2 Abs. 8 Nr. 10 WpHG eine Legaldefinition ab, wonach Anlageberatung die Abgabe von persönlichen Empfehlungen an Kunden darstellt, die sich auf Geschäfte mit bestimmten Finanzinstrumenten beziehen, sofern die Empfehlung auf eine Prüfung der persönlichen Umstände des Anlegers gestützt wird. Anlageberatung ist seit November 2007 eine eigenständige Wertpapierdienstleistung im Sinne des Wertpapierhandelsgesetzes. Eine Pflicht zur Anlageberatung ergibt sich hieraus jedoch nicht, sie entsteht erst aus einem Beratungsvertrag. Zivilrechtlich ist darüber hinaus der Kunde auch über die allgemeinen und speziellen Chancen und Risiken einer Geldanlage aufzuklären.

## Abgrenzungen
Je nach Inhalt und Verbindlichkeit unterscheidet man zwischen Auskunft, Aufklärung und Beratung. Auskunft ist die erbetene Mitteilung von Tatsachen. Aufklärung ist die Mitteilung von Tatsachen, die für jemand notwendig sind, um einen Sachverhalt beurteilen zu können. Beratung ist Aufklärung zuzüglich fachkundiger Bewertung und Beurteilung einer Anlageform und die Abgabe einer Empfehlung.
Die Anlageberatung ist auf das Passivgeschäft und das Depotgeschäft der Kreditinstitute begrenzt, während die Finanzberatung darüber hinaus auch Kreditgeschäfte, Finanzmanagement, Schuldnerberatung, Finanzplanung und die Beseitigung von Finanzrisiken umfasst. Während die Finanzberatung – bis auf den Teilbereich der Anlageberatung – meist nicht erlaubnispflichtig ist, ist die Anlageberatung ein durch die BaFin erlaubnispflichtiges Bankgeschäft. Bei Anlage- und Finanzberatung trifft der Kunde die Entscheidung, bei Vermögensverwaltung wird die Entscheidung vom Vermögensverwalter selbst getroffen. Unterschieden wird zudem zwischen Anlagevermittlung und Anlageberatung. Die Funktion eines Anlagevermittlers besteht darin, den Anleger und ein bestimmtes Finanzprodukt zusammenzubringen; eine Beratung ist damit nicht verbunden.

## Deutschland
Gemäß § 1 Abs. 1a Nr. 1a KWG ist die „Abgabe von persönlichen Empfehlungen an Kunden oder deren Vertreter, die sich auf Geschäfte mit bestimmten Finanzinstrumenten beziehen, sofern die Empfehlung auf eine Prüfung der persönlichen Umstände des Anlegers gestützt oder als für ihn geeignet dargestellt wird und nicht ausschließlich über Informationsverbreitungskanäle oder für die Öffentlichkeit bekannt gegeben wird“ nur mit Erlaubnis der Bundesanstalt für Finanzdienstleistungsaufsicht (BaFin) nach § 32 KWG möglich. Derart regulierte Finanzdienstleister dürfen im Rahmen der Anlageberatung sämtliche Finanzinstrumente im Sinne des § 1 Abs. 11 KWG empfehlen und vermitteln. Die BaFin führt auf ihrer Webseite ein Melde- und Beschwerderegister aller Anlageberater. Ein Anlageberater kann allerdings von der in § 2 Abs. 6 Nr. 8 KWG geregelten Ausnahme Gebrauch machen, wonach die Anlageberatung auch auf Basis einer Erlaubnis nach § 34f der Gewerbeordnung erbracht werden darf, sofern sie sich auf offene Investmentfonds und geschlossene Investmentvermögen beschränkt. Der Gesetzgeber spricht dann von einem „Finanzanlagenvermittler“, die Aufsicht wird nicht mehr von der BaFin geleistet, sondern vom örtlichen Ordnungsamt. Ein Finanzanlagenvermittler muss sich im öffentlichen Vermittlerregister der Industrie- und Handelskammer (IHK) eintragen lassen. Ein Beschwerderegister für Finanzanlagenvermittler existiert nicht.
Zur Anlageberatung dürfen nur sachkundige und zuverlässige Personen eingesetzt werden. Die Sachkunde kann gegenüber der BaFin durch unternehmensinterne und externe Aus- und Weiterbildungen belegt werden, solange sie den Ansprüchen der Wertpapierhandelsgesetz-Mitarbeiteranzeigeverordnung (WpHG-MaAnzV) genügen. Ein Finanzanlagenvermittler muss die notwendige Sachkunde durch Prüfung vor der Industrie- und Handelskammer oder durch eine geeignete Fachausbildung (zum Beispiel Bankfachwirt) oder ein Hochschulstudium (zum Beispiel Betriebswirtschaftslehre mit Fachrichtung Bank, Versicherungen oder Finanzdienstleistungen) nachweisen.
Die Gesetzreform 2013 hat einige Veränderungen mitgebracht. Bis zum 22. Juli 2013 war das Vermögensanlagengesetz (VermAnlG) wesentlich für die Anlageberatung durch Banken, Versicherungen und unabhängige Makler. Diese wurde durch das Kapitalanlagegesetzbuch (KAGB) ersetzt. Von der Vorgängerreform wurden viele Regelungen übernommen und ergänzt. Ziel der Gesetzreform war die Stärkung des Kleinanlegerschutzes durch Neuordnung, Risikoklassifizierung und Beaufsichtigung der Anbieter von Kapitalanlagen.

### Beratungsvertrag
Der Beratungsvertrag ist ein formfreier Bankvertrag, der regelmäßig durch Aufnahme eines Beratungsgesprächs zustande kommt. Die Beratung umfasst sowohl eine Eigenbewertung der Anlageform als auch – im Hinblick auf die persönlichen Verhältnisse des Anlegers – eine Empfehlung, die in eine Kauf-, Verkauf- oder Halteempfehlung mündet. Auch das Halten ist Anlageberatung, weil dem Kunden von einem Verkauf abgeraten wird. Die Kauf-, Verkauf- oder Halteempfehlung löst eine Geeignetheitserklärung aus, die dem Privatanleger vor Abgabe der Wertpapierorder schriftlich zu übergeben ist.

### Beratungshaftung
Die Anlageberatung bezweckt in erster Linie den Schutz des Anlegers/Kunden/Verbrauchers. Dieser Schutz wird durch die Verpflichtung zu Aufklärung, Beratung, Empfehlung und gegebenenfalls Warnung gewährleistet. Die Bestimmungen des WpHG sind im Falle ihrer Verletzung durch den Berater keine eigenständige Anspruchsgrundlage des Kunden gegen die Bank. Den Vorschriften des öffentlich-rechtlichen Aufsichtsrechts (§§ 63 ff. WpHG) kommt deshalb keine eigenständige, über die zivilrechtlichen Aufklärungs- und Beratungspflichten hinausgehende schadensersatzrechtliche Bedeutung zu. Sie konkretisieren allerdings Leistungs- und Rücksichtspflichten nach § 241 Abs. 1 und 2 BGB. Die Auskunfts- oder Beratungspflicht wird zur vertraglichen Hauptpflicht beim Auftrag (§ 662 BGB) oder Geschäftsbesorgungsvertrag (§ 675 Abs. 1 BGB). Nach § 675 Abs. 2 BGB verpflichtet ein falscher Rat nur dann zum Schadensersatz, wenn er eine vertragliche oder vorvertragliche Pflicht verletzt oder eine unerlaubte Handlung darstellt. Wird die Beratungspflicht verletzt, erwächst dem Kunden ein Schadensersatzanspruch aus § 280 Abs. 1 Satz 1 BGB wegen Pflichtverletzung. Danach ist der Geschädigte so zu stellen, als ob er eine richtige Auskunft erhalten hätte. Kann die Bank die Risiken nicht abschließend beurteilen, darf sie nicht so tun als ob sie Bescheid wisse, sondern muss auf die fehlende Sachkenntnis hinweisen.

## International
In Österreich kann die Anlageberatung nach § 3 Abs. 1 Wertpapieraufsichtsgesetz (WAG 2007) von verschiedenen, am Kapitalmarkt tätigen Dienstleistern erbracht werden, auch Kreditinstitute dürfen nach § 1 Abs. 3 Bankwesengesetz (BWG) Anlageberatung im Hinblick auf Finanzinstrumente gegenüber ihren Kunden erbringen. In § 4 WAG ist festgelegt, dass die Geschäftstätigkeit von Wertpapierdienstleistungsunternehmen auf die Anlageberatung in Bezug auf Finanzinstrumente (§ 3 Abs. 2 Ziffer 1 WAG) und die Annahme und Übermittlung von Aufträgen mit Finanzinstrumenten (§ 3 Abs. 2 Ziffer 3 WAG) beschränkt ist. In der Schweiz, die nicht die EU-Richtlinie MiFID umzusetzen hat, benötigen unabhängige Vermögensverwalter und Anlageberater keine Erlaubnis der Eidgenössischen Finanzmarktaufsicht FINMA.
Nach deutschem, Schweizer und US-Recht gibt es keine fortdauernden Überwachungs- und Beratungspflichten hinsichtlich der vom Kunden erworbenen Wertpapiere, insbesondere nicht bei Ratingänderungen.